# عبدالوهاب المالود
عبدالوهاب المالود (انگلیسی: Abdulwahab Al-Malood؛ زادهٔ ۷ ژوئن ۱۹۹۰) بازیکن فوتبال اهل بحرین است.
از باشگاه‌هایی که در آن بازی کرده‌است می‌توان به باشگاه ورزشی المحرق و باشگاه فوتبال الحد اشاره کرد.
وی همچنین در تیم ملی فوتبال بحرین بازی کرده‌است.